# Festival gastronomique

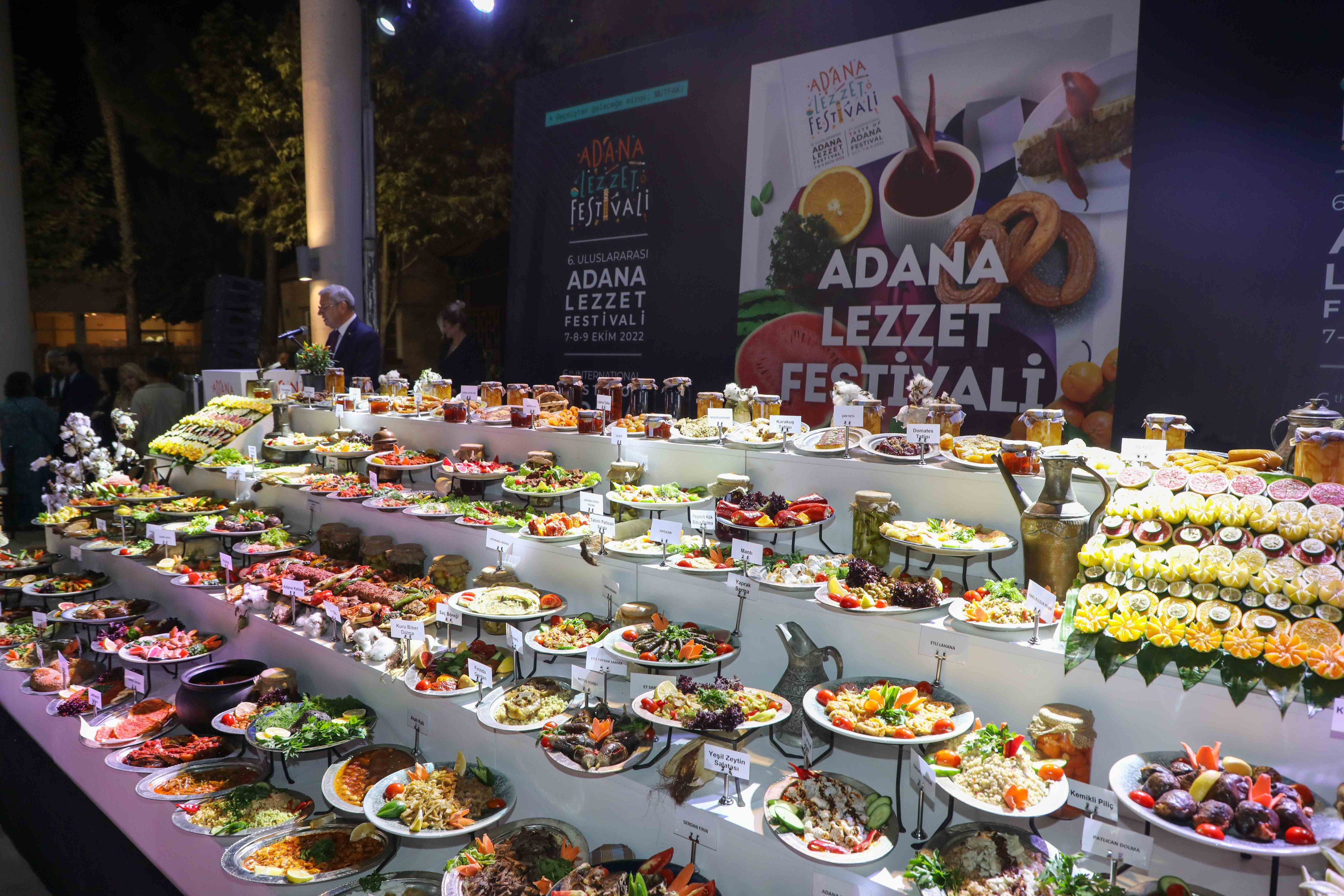
Une image prise au festival des saveurs d'Adana ,en Turquie

Un festival gastronomique, ou festival culinaire, est un festival autour de la gastronomie.
Le festival américain Taste of Chicago, rassemblant chaque année plus de 3 millions de personnes, est considéré comme le festival gastronomique le plus important au monde.
Dans les années 2010 avec l'engouement pour le phénomène food truck, de nombreux festivals dédiés à la street food ont fait leur apparition.

## Par pays

### Belgique
En Belgique, la Belgian Food Truck Association organise le Brussels Food Truck Festival depuis 2014 et s’enorgueillit d'être le plus grand festival food truck d'Europe et le plus grand du monde en 2016.

### Canada
- Festival de la galette de sarrasin de Louiseville
- Foire gourmande de l'Abitibi-Témiscamingue et du Nord-Est ontarien

### États-Unis
- Festival de l'ail de Gilroy
- Taste of Chicago

### France
- Salon international du livre gourmand de Périgueux
- Toques et clochers, autour de Limoux et Saint-Hilaire

### Royaume-Uni
- International Cheese Awards